# Eurypegasus draconis
Eurypegasus draconis is een straalvinnige vissensoort uit de familie van de  zeedraken (Pegasidae). De wetenschappelijke naam  is gepubliceerd in 1766 door Linnaeus.
De soort staat op de Rode Lijst van de IUCN als Onzeker, beoordelingsjaar 2009.